# Jan Carlos Vargas
Jan Carlos Vargas Campo (Panama, 13 marzo 1995) è un calciatore panamense, difensore del Semen Padang in prestito dal Tauro.

## Carriera

### Club
Ha sempre giocato nel campionato panamense.

### Nazionale
Ha esordito in nazionale nel 2016, venendo poi convocato per la Gold Cup del 2017.